# سنجاق شانس میاره
سنجاق شانس میاره (انگلیسی: Pins Are Lucky) یک فیلم کمدی صامت کوتاه به کارگردانی فرانک گریفین است که در سال ۱۹۱۴ منتشر شد. از بازیگران این فیلم می‌توان به بیلی باورز، اولیور هاردی و ریموند مک‌کی اشاره کرد.